# Milán-San Remo 1976
La Milán-San Remo 1976 fue la 67.ª edición de la Milán-San Remo. La carrera se disputó el 19 de marzo de 1976, siendo el vencedor final el belga Eddy Merckx. Con esta victoria, Merckx conseguía la séptima y última victoria de su palmarés en esta carrera, siendo hasta la fecha el ciclista que más veces ha conseguido la victoria.
Jean-Luc Vandenbroucke, tercer clasificado, fue descalificado por haber dado positivo en un control antidopaje. 

## Clasificación final
| Posición | Ciclista               | Equipo                   | Tiempo     |
| -------- | ---------------------- | ------------------------ | ---------- |
| 1        | Eddy Merckx            | Molteni-Campagnolo       | 6h 55' 28" |
| 2        | Wladimiro Panizza      | Scic-Colnago             | + 28"      |
| -        | Jean-Luc Vandenbroucke | Peugeot-Esso-Michelin    | -          |
| 3        | Michel Laurent         | Miko-De Gribaldy-Superia | + 31"      |
| 4        | Walter Planckaert      | Maes Pils-Rokado         | + 33"      |
| 5        | Rik van Linden         | Bianchi-Campagnolo       | m. t.      |
| 6        | Patrick Sercu          | Brooklyn                 | m. t.      |
| 7        | Roger de Vlaeminck     | Brooklyn                 | m. t.      |
| 8        | Francesco Moser        | Sanson-Benotto           | m. t.      |
| 9        | Walter Godefroot       | Ijsboerke-Colnago        | m. t.      |
| 10       | Wilfried Wesemael      | Miko-De Gribaldy-Superia | m. t.      |